# St. Ulrich (Haidstein)

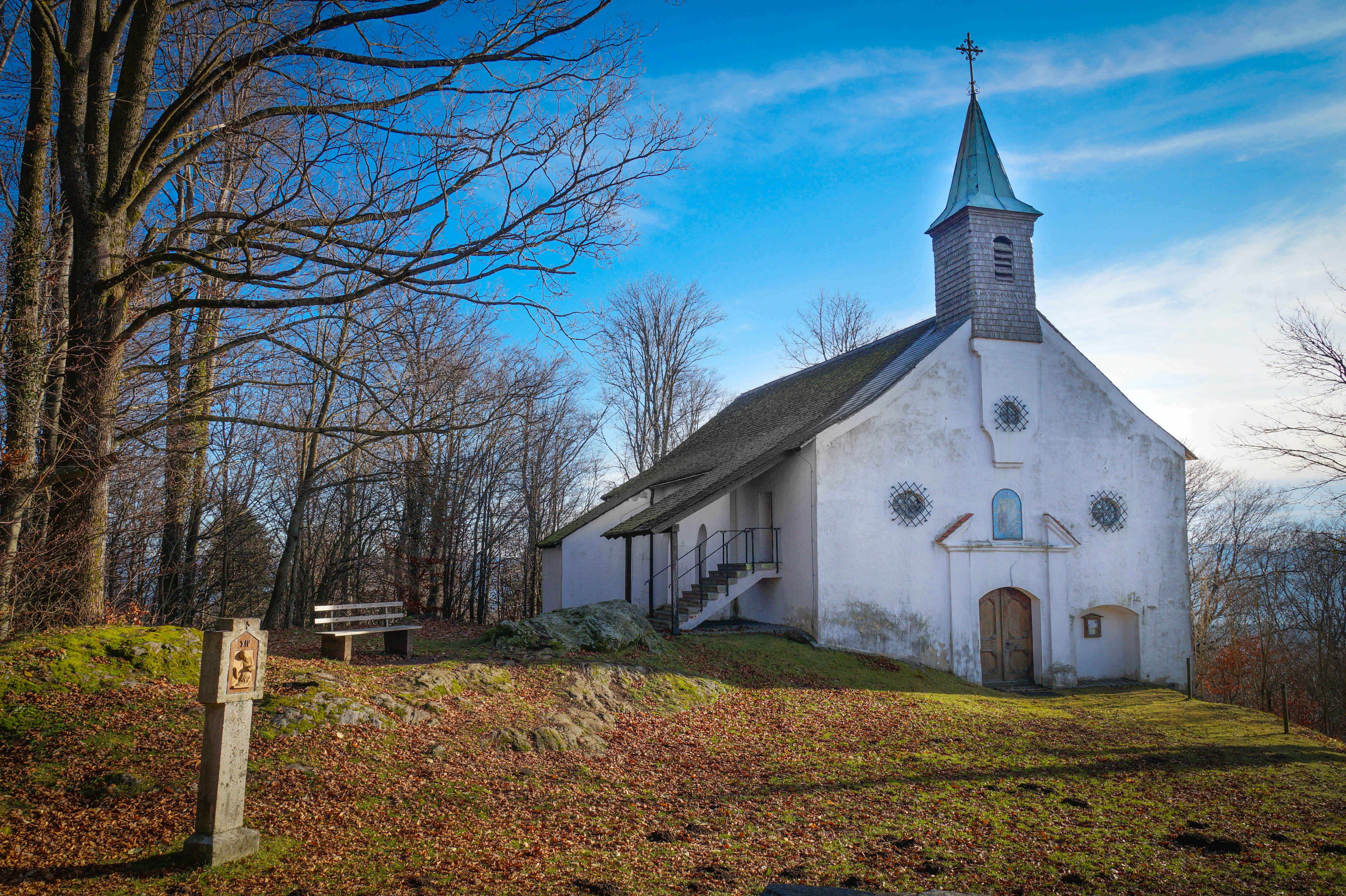
St. Ulrich (Haidstein)

Die römisch-katholische, denkmalgeschützte Filialkirche und Wallfahrtskirche St. Ulrich steht in der Nähe des Burgstalls in Haidstein, einem Gemeindeteil der Gemeinde Chamerau im Landkreis Cham der Oberpfalz. Sie ist dem Bistum Regensburg zugeordnet. Das Bauwerk ist unter der Denkmalnummer D-3-72-117-7 als Baudenkmal in die Bayerische Denkmalliste eingetragen.

## Beschreibung
Die verfallene Burgkapelle wurde 1656/57 erneuert und 1718/19 erweitert. Sie besteht aus einem Langhaus, das mit einem abgewalmten Satteldach bedeckt ist und das einen trapezförmigen Abschluss im Südosten hat. Über den Giebel der Fassade im Nordwesten erhebt sich ein mit Schindeln verkleideter Dachreiter, der den Glockenstuhl beherbergt und der mit einem Knickhelm bedeckt ist. Darunter befindet sich das Portal unter einem Sprenggiebel. Der Innenraum ist mit einer Flachdecke überspannt. Auf der Brüstung der Empore wurden im 18. Jahrhundert die Porträts der 12 Apostel dargestellt. Zur Kirchenausstattung gehören drei Altäre von 1741 und die Kanzel aus dem 1. Viertel des 18. Jahrhunderts. Das Altarretabel zwischen den zwei Statuen, die den Hochaltar flankieren, enthält eine Nachbildung eines Gemäldes von Lukas Cranach, auf dem der heilige Ulrich und der heilige Wolfgang zu sehen sind.